# Forma lógica
La forma lógica de una proposición es la representación de su contenido y sintaxis usando las herramientas de la lógica, en particular el simbolismo del cálculo proposicional y el cálculo de predicados. Oraciones distintas pueden ser representaciones de la misma proposición, por ejemplo:
Abelardo ama a Eloísa
Eloísa es amada por Abelardo
Estas dos oraciones, aunque gráfica o fonéticamente son distintas, expresan la misma proposición y tienen la misma forma lógica. Dicha forma lógica se puede representar unívocamente mediante un lenguaje formal, a diferencia de lo que ocurre con un lenguaje natural. En este caso, la forma lógica sería {\displaystyle aAe}, mientras que {\displaystyle eAa} expresa una proposición diferente, a saber, que Eloísa ama a Abelardo.

## Ejemplos
Por ejemplo, un razonamiento que sigue la forma del modus ponens podría ser:
Si está soleado, entonces es de día.
Está soleado.
Por lo tanto, es de día.
Generalizando:
Si A entonces B
A
Por lo tanto B
Otra manera más formal de presentar el modus ponens es:
{\displaystyle {\begin{array}{r}A\to B\\A\\\hline B\end{array}}}
Y aún otra manera es a través de la notación del cálculo de secuentes:
Con condicional:
{\displaystyle (A/B),A\vdash B}